# Yukteswar Giri

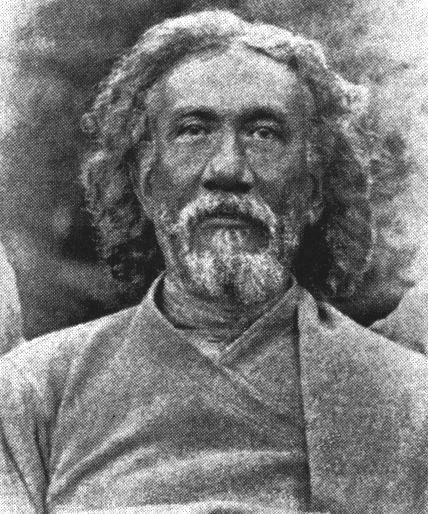
Sri Yukteswar

Sri Yukteswar Giri (Bengalisch যুক্তেশ্বর গিরী, Sri Yukteśbar Girī; * 10. Mai 1855 in Serampore, Westbengalen; † 9. März 1936 in Puri, Indien; bürgerlicher Name: Priya Nath Karar) war ein bekannter Yogi und Guru. Sri Yukteswar war Mitglied des Giri-Zweiges des hinduistischen Advaita-Ordens Dashanami Sampradaya.

## Leben
Priyanath („liebender Herr“) stammte aus einer wohlhabenden Familie. Seine Eltern hießen Kshetranath und Kadambini Devi. Er hatte ein Medizinstudium abgeschlossen und verfügte darüber hinaus über profunde Kenntnisse der Schriften und der Astrologie. Von 1861 bis 1885 war er Angestellter, der in verschiedenste Orte Indiens gesandt wurde. Nach dem Tod seines Vaters verheiratete sich der jetzt sehr wohlhabende Erbe auf Wunsch der Mutter und wurde Vater von zwei Söhnen und drei Töchtern.
Sein spirituelles Bemühen hatte ihn bereits vor dieser Zeit zu Lahiri Mahasaya geführt, von dem er in den Kriya Yoga eingeweiht worden war. Sein Haus in Serampore, einem Außenbezirk von Kalkutta machte er zum Ashram, der unter der Bezeichnung Priyadham (Wohnung der Liebe) bekannt wurde. Dort diskutierte er mit seinen Schülern vor allem die Bhagavad Gita. Unter anderen wurde auch Paramahansa Yogananda von ihm trainiert. Weitere bedeutende Schüler waren Swami Satyananda Giri Matital Thakur und Hariharananda.
Nach dem frühen Tod seiner Frau und der Verheiratung seiner letzten Tochter lebte Priyanath zölibatär und versorgte seine Mutter. Als Swami sah Priyanath sich erst nach einer Begegnung mit Mahavatar Babaji anlässlich der Kumbha Mela in Allahabad, im Monat Magha (Februar/März) 1884. Er verfasste daraufhin die Heilige Wissenschaft. Ab diesem Zeitpunkt wurde er Priyanath Swami oder Kararswami genannt. Erst weit später wurde er Sannyasin und erhielt den Namen Swami Shri Yukteshwar: „Der immer mit Gott und seiner göttlichen Herrlichkeit verschmolzen und vereinigt ist“.
Sri Yukteswars zweiter Ashram ist der Karar Ashram in Puri, den er am 22. März 1903, dem als spirituell besonders günstig angesehenen Datum des Frühlingsäquinoktiums, gegründet hatte. Dort starb er 1936. Im Zuge von Erbschaftsstreitigkeiten wurde das ursprüngliche Haus in Serampore aufgegeben.

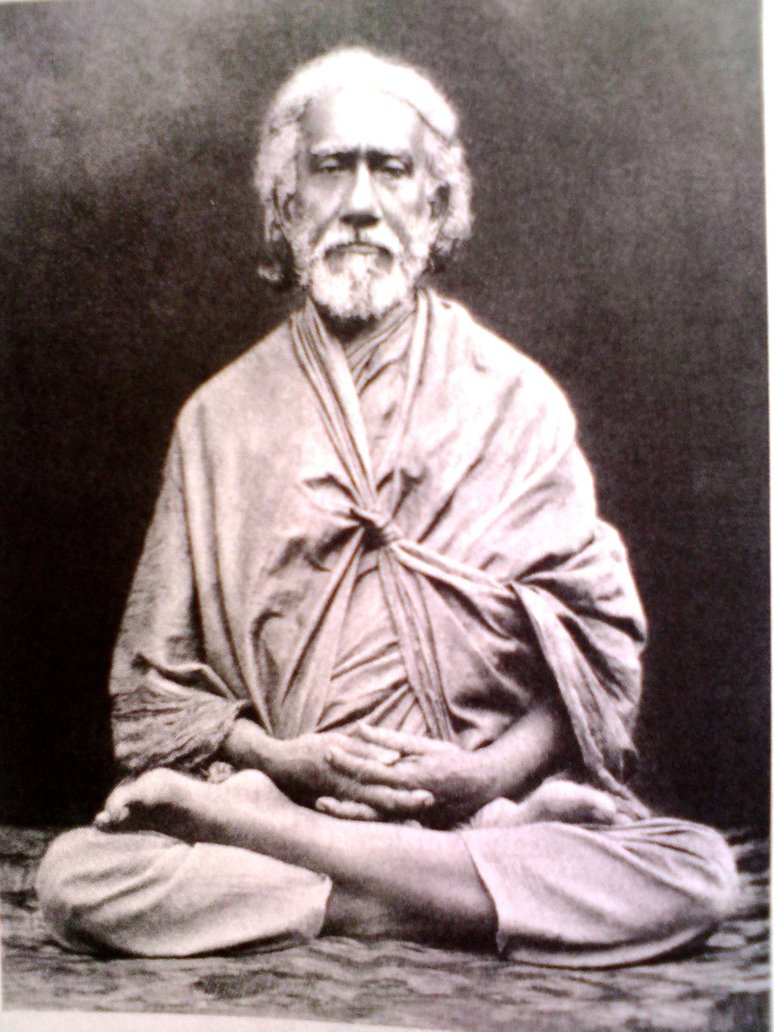
Sri Yukteswar meditiert.

Den Karar Ashram vermachte Sri Yukteswar seinen Nachfolgern: Zunächst wurde er von Paramahansa Yogananda geleitet (22. März 1936 – 7. März 1952), nach dessen Abreise in den Westen von Swami Satyananda (bis zu dessen Tod am 2. August 1971), danach von Sri Yukteswars jüngstem persönlichen Schüler Hariharananda bis 22. März 1983 weitergeführt. Da Hariharananda sich der Weiterverbreitung des Kriya Yoga besonders im Westen zuwandte, übernahm zu diesem Zeitpunkt Swami Yogeshwarananda Giri. Ein Begehren auf Zuerkennung der Präsidentschaft des Ashrams, das Hariharanandas Linienhalter Prajnanananda 2002 eingebracht hatte, wurde 2006 gerichtlich abgewiesen.

## Literarische Arbeiten
Da Yukteswar sein Leben primär der direkten Ausbildung seiner Schüler gewidmet hat, hat er wenige schriftliche Werke hinterlassen. 1894 verfasste er in Sanskrit Kaivalya Darshan (Die Heilige Wissenschaft), die zu seinen Lebzeiten unter dem Titel The Holy Science auch auf Englisch erschien. Nach eigener Aussage schrieb er das Buch im Auftrag des mythologischen Mahavatar Babaji. Der Anfang des Buches befasst sich mit den vier Zeitaltern, den sogenannten „Yugas“, um eine Grundlage für die darauffolgenden Kapitel zu schaffen, in denen Yukteswar sich mit dem geistigen Entwicklungspotential des Menschen auseinandersetzt. Er beschreibt dabei auch – seiner Auffassung nach – „Irrtümer der modernen Wissenschaft“, etwa indem er anhand anatomischer Beispiele darstellt, dass der Mensch von seiner Gebiss- und Verdauungsstruktur her ein Früchteesser wie der Affe sei und kein Allesfresser wie das Schwein oder der Bär.